# Hans Kudlich (Politiker, 1849)

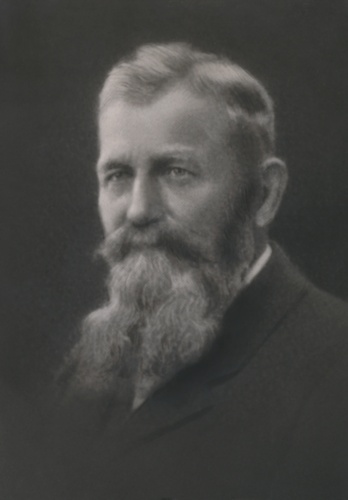
Hans von Kudlich

Hans Kudlich (* 1. Februar 1849 in Lobenstein (Úvalno) in Österreichisch-Schlesien; † 26. Januar 1928 ebenda) war ein österreichisch-schlesischer Politiker der Deutschen Agrarpartei.

## Ausbildung und Beruf
Nach dem Besuch einer zweiklassigen Volksschule wurde er Bauer in Lobenstein.

## Politische Funktionen
- 1911–1918: Abgeordneter des Abgeordnetenhauses im Reichsrat (XII. Legislaturperiode), Wahlbezirk Schlesien 08, Deutscher Nationalverband (Deutsche Agrarpartei)
- Abgeordneter zum Schlesischen Landtag
- Mitglied des Gemeinderates und Gemeindevorstandes von Lobenstein

## Politische Mandate
- 21. Oktober 1918 bis 16. Februar 1919: Mitglied der Provisorischen Nationalversammlung, DnP

## Sonstiges
Hans Kudlich ist der Neffe des österreichischen „Bauernbefreiers“ Hans Kudlich.